# Дача К. Ф. Зегера
Дача К. Ф. Зегера — двухэтажный особняк в готическом стиле, построен не позднее 1906 года архитектором В. Д. Адамовичем. Расположен по адресу Москва, Волоколамское шоссе, д. 47, стр. 2. Выявленный объект культурного наследния.

## История
Территория Покровское-Стрешнево в начале XX века была популярной местностью для строительства дач в среде творческой интеллигенции. Цены на дачи были достаточно высокими, дом с мебелью мог стоить до 2500 рублей.
Владельцем участка на начало XX века являлся мануфактур-советник Константин Францевич Зегер. Он был сыном хозяина фирмы оптических, физических и механических инструментов «Франц Зегер», однако в бизнесе отца не участвовал. С 1884 года К. Ф. Зегер — один из трёх директоров правления Товарищества Павло-Ольгинского свекольно-сахарного завода, в 1899 году ему было пожаловано звание потомственного почетного гражданина.
Двухэтажный дачный дом был возведён на участке архитектором В. Д. Адамовичем не позднее 1906 года.
Перед революцией владение было куплено психиатром Софьей Абрамовной Лиознер для создания частной психоневрологической клиники. В 1919 году санаторий для нервно и душевнобольных был национализирован и носил название «Стрешнево», однако С. А. Лиознер-Каннабих осталась его руководителем.
В настоящее время особняк и прилегающая территория находятся в распоряжении Психиатрической клинической больницы имени Ю. В. Каннабиха.

## Архитектура
Детальное описание особняка сохранилось в страховом документе «Объявление о страховании, план с описанием и оценкой строений имения Зегер Константина Францевича» от 4 сентября 1906 года: «Дом каменный, крытый железом, в два этажа, крыша с башенками и железными шпилями; снаружи частью облицован цветным кирпичом и частью оштукатурен, внутри оштукатурен. Под половиною дома полуподвал.(…) В доме происходит перестройка, устраивается отопление с котлом и вентиляционной камерой в полуподвале. К нему примыкает каменный, крытый железом парадный вход, кладовая для вина и 2 террасы. Одна открытая…».
Сложная композиция здания формируется из объёмов разной высоты. Все фасады дома уникальны, включая отличающиеся формы завершений и декор. На центральном фасаде расположена открытая терраса на первом этаже и галерея с аркой из трёх пролётов на втором. На юго-западном фасаде выделяется деревянная терраса на втором этаже. С северо-востока выстроена гранёная башня, окна которой выполнены в виде бойниц.